# Pilar Bakam Tzuche
Pilar Bakam Tzuche (* 10. April 1988) ist eine kamerunische Gewichtheberin.
Sie erreichte bei den Afrikameisterschaften 2008 den achten Platz in der Klasse bis 58 kg. 2009 gewann sie bei den Afrikameisterschaften in Kampala die Bronzemedaille in der Klasse bis 53 kg. Im selben Jahr nahm sie auch an den Weltmeisterschaften teil, bei denen sie in der Klasse bis 58 kg 13. wurde. 2010 gewann sie bei den Afrikameisterschaften in Yaoundé Silber. Bei den Commonwealth Games 2010 erreichte sie den achten Platz. Ende des Jahres wurde sie allerdings bei einer Dopingkontrolle positiv getestet und für zwei Jahre gesperrt.